# Condominium
Condominiu (din latinescul con-dominium, „drept de proprietate comună“) este suveranitatea exercitată în colaborare de mai multe puteri asupra unui teritoriu. În acest caz, teritoriul însuși este numit „condominiu”.